# Ерменонвил
Ерменонвил (фр. Ermenonville) насеље је у северној Француској. Административно припада департману Оаза. Године 2008. имало је 913 становника.
Место је познато по парку које носи име Жан Жака Русоа у коме се налази филозофов гроб. Парк је дизајнирао маркиз Рене Луј де Жирарден (René Louis de Girardin), Русоов пријатељ и покровитељ.

## Парк
Парк Ерменонвил је један од најранијих и најбољих примера француских пејзажних паркова. Жирарденов нацрт парка се инспирисао Русоовим романима и филозофијом племенитости природе. Русоов гроб се налази на вештачком острву у језеру ерменонвилског парка. Архитект гроба је сликар Ибер Робер.
Парк је креиран тако да подсећа на природни пејзаж, готово дивљину, и да се чини да ту није било људске интервеније. Имитација Русоовог острва начињена је у Краљевству вртова Десау-Верлиц у Немачкој.
Током 19. века парк у Ерменонвилу је био предмет дивљења и обилазили су га многи туристи.

## Демографија
| 1962. | 1968. | 1975. | 1982. | 1990. | 2011. |
| ----- | ----- | ----- | ----- | ----- | ----- |
| 493   | 528   | 604   | 778   | 782   | 979   |

## Галерија
- Парк Жан Жак Русо
- Устава у парку
- Споменик Ж. Ж. Русоу